# Adolfo Rivadeneyra

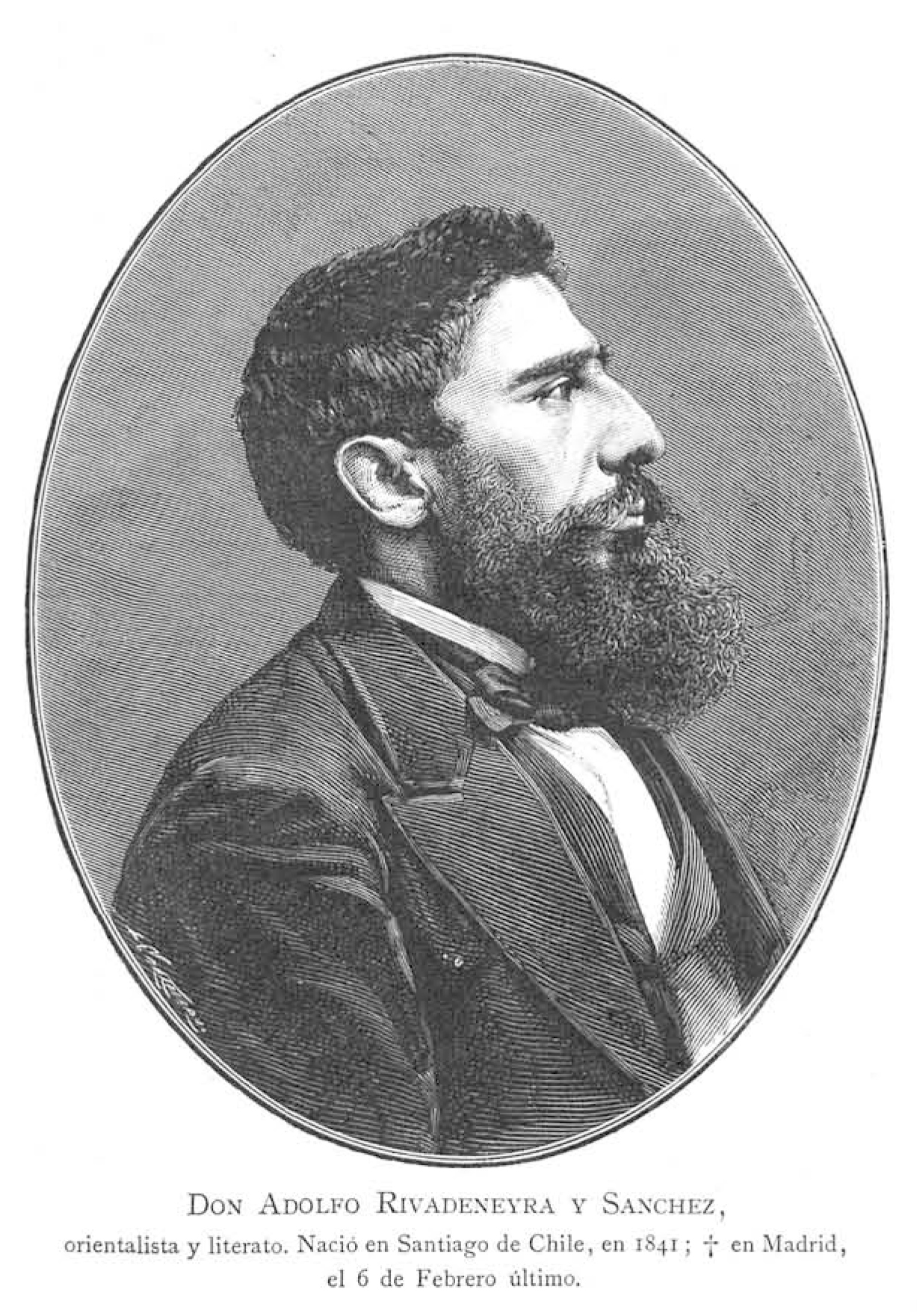

Adolfo Rivadeneyra, född den 10 april 1841 i  Santiago de Chile, död den 5 februari 1882 i Madrid, var en spansk diplomat och orientalist, son till Manuel Rivadeneyra.
Rivadeneyra påbörjade sin diplomatiska karriär i Beirut som tolk; han talade  engelska, franska, italienska, tyska, persiska, turkiska och flera arabiska dialekter flytande. Han blev tillförordnad konsul i Jerusalem, vicekonsul i Ceylon, Damaskus och Teheran, och konsul i Mogador och Singapore, där han avslutade sin bana i utrikesministeriets tjänst 1879.
Rivadeneyra spelade en aktiv roll inom den spanska kulturvärlden på sin tid. Han invaldes i den Kungliga Historieakademien  och utnämndes till sekreterare i Madrids geografiska sällskap. I Damaskus började han studera assyriska med hjälp av sin vän och lärare Francisco García Ayuso. Som utgivare fortsatte han den serie av klassiker ur spansk litteratur under titeln Biblioteca de Autores Españoles som hans far hade påbörjat. Därutöver skildrade han sina resor i Orienten i flera böcker.